# 哈尼·內烏
哈尼·內烏（1999年3月19日—）是缅甸前演員與現役學生武裝部隊軍官。哈尼·內烏原本活躍於演藝圈，但在2021年緬甸軍事政變後公開反對缅甸国防军的行徑，並為此終結其演藝事業並加入學生武裝部隊，軍政府為此向其發出逮捕令。哈尼·內烏被視為緬甸國內諸多著名革命家之一，並因其於反軍事政變運動中的角色而經常被稱作“人民的女孩”。

## 早年生活、教育與演藝事業
哈尼·內烏出生於1999年3月19日，其母校為仰光外國語大學。她創立了仰光外國語大學首支足球隊，並親自擔任隊長。她曾在逾20個電視廣告中現身，並曾出任OPPO手提電話的品牌大使。

## 革命事業
哈尼·內烏在2021年緬甸軍事政變後組織反政變抗議活動，並潛藏於叢林。軍方在2021年7月3日抵達其位於蘭瑪多鎮區的住所，並張貼告示宣告其住所已被軍政府充公。哈尼·內烏此後加入抵抗組織學生武裝部隊，並在其中擔任資深軍官。她在軍訓畢業典禮上獲學生武裝部隊頒授槍法獎。

## 外部連結
- Burma VJ對哈安內·恩韋烏進行的專訪 （页面存档备份，存于）